# Saint-Roch (Hal)
Saint-Roch (en néerlandais : Sint-Rochus) est un quartier de la commune de Hal dans la province belge du Brabant flamand. Le quartier est situé au sud-est du centre-ville, séparé de ce dernier par le canal, la voie ferrée et la gare. Le quartier compte environ 1000 habitants et est relié au centre-ville par le pont Bospoort.
C'est en 1626 qu'une première chapelle dédié est construite à cet endroit à l'extérieur de l'enceinte de la ville. 

## Curiosités
- L'église Saint-Roch sur la place cardinal Mercier est une église en béton avec des éléments art déco, construite de 1925 à 1928 sur un projet des architectes Jos Smolderen, John Van Beurden et Van Hoenacker. L'église a été reconnue en 1998 comme monument du patrimoine immobilier flamand[2]. Depuis 2005, une procédure de restauration a été engagée pour faire face aux dégradations du béton[3]. Pendant le carnaval de Hal, une fête avec les Gilles et les Paysannes est organisée dans l'église.